# Betilídeos
Betilídeos (Bethylidae) trata-se de uma família de pequeníssimas vespas parasitoides da superfamília Chrysidoidea, da ordem de insetos Hymenoptera. Normalmente são vespinhas com poucos milímetros de comprimento, de coloração escura (preto ao castanho) .

## Biologia
Apesar de serem autênticas vespas da subordem Aculeata, isto é, sendo dotadas de uma "cintura de vespa" e ovipositor adaptado na forma de um ferrão, são todas espécies conhecidas parasitoides que dependem de atingir um hospedeiro para se desenvolver. Estas pequenas vespas são, em sua maioria, ectoparasitoides gregários de lagartas de Lepidoptera (mariposas), ou de larvas de Coleoptera (besouros). Apresentam grande diversidade de comportamentos e meios de vida, mas costumam ser fiéis a um determinado tipo de hospedeiro. Seus hospedeiros costumam ser abrigado em algum tipo de câmara, ou capuz de seda. Por serem muito menores do que seus hospedeiros, precisam desenvolver estratégias de evasão ou de defesa. Algumas poucas espécies (dos gêneros Cephalonomia, Epyris, Holepyris, Laelius e Sclerodermus) podem até ferroar seres humanos quando suas tocas são importunadas, sendo que estas podem manter hospedeiros entocados em pisos, janelas, portas e até telhados de madeira. Ferroadas de betílideos assemelham-se a picaduras de mosquitos, com leve inchaço que pode persistir por até duas semanas.
Ainda não foi oficializada nenhuma aplicação ou importância econômica para estes insetos, mas acredita-se que tenham grande potencial de aplicação como agentes de Controle Biológico de pragas, tais como escaravelhos perfuradores de cortiças e madeiras, ou mesmo de grãos armazenados (muitas diferentes famílias). No Brasil, por exemplo, já foi testado o potencial de Cephalonomia stephanoderis e de Prorops nasuta contra a broca-do-café Hypotenemus hampei. Outros exemplos podem incluir Goniozus legneri (no sul da Argentina e Uruguai) contra a lagarta Amyelois transitella que ataca as amendoeiras.
As formas de parasitismo registradas em Bethylidae difere de outros Aculeata. Alguns grupos gregários apresentam complexos polimorfismos, e algumas espécies apresentam formas de organização e comportamento subsocial, como por exemplo Sclerodermus domesticus.

## Morfologia
Bethylidae são vespas achatadas dorsoventralmente que medem de 1 a 20 mm, normalmente bem escuras, mas que podem também exibir tons de colorações metalizadas variando entre a o verde, o azul e o vermelho (na subfamília Epirinae). A cabeça é voltada adiante (prognata), com as antenas partindo de  perto do clípeo, geralmente apresentando entre 12 e 13 segmentos (número constante entre diferentes sexos); as antenas podem ser filiformes, pectinadas ou com a ponta em maça. Palps maxilares apresentam não mais do que seis segmentos e palpos labiais com não mais com 3 segmentos; mandíbulas com múltiplos dentes apicais (1 a 5, podendo raramente chegar a 7 dentes). Estes segmentos, bem como a posição dos olhos e o formato do clípeo, são características usadas na classificação destas vespas.
Exibem forte dimorfismo sexual, onde as fêmeas costumam ser sem asas (ápteras), ou ocasionalmente com asas curtas (subápteras). Por este motivo, costuma ser difícil correlacionar espécimes de sexos diferentes na mesma espécie. As asas anteriores, quando presentes, apresentam venação batante reduzida, de padrão inconsistente dentre as diferentes linhagens. O propodeo é bem desenvolvido em relação ao tórax, sendo maior. As pernas costumam ser escavadoras (com espinhos e garras tarsais bem desenvolvidas) nas indivíduos ápteros. Gáster apresenta 7 ou 8 segmentos.

## Taxonomia
Sendo uma família de Hymenoptera bem pouco estudada, acredita-se que possam existir bem mais espécies do que o número atualmente conhecido, de cerca de 1900 espécies pertencentes a 84 gêneros. Reconhecem-se as seguintes subfamílias: Mesitiinae, Galadoxinae, Pristocerinae, Aepyrinae, Bethylinae e Parapenesiinae.
Apresentam distribuição cosmopolita, sendo a maioria das espécies descritas da Região Neotropical: mais de 450 espécies de 21 gêneros, em três subfamílias: Epyrinae, Pritocerinae e Bethylinae, por ordem descrescente de riqueza de espécies. Os gêneros mais abundantes são da subfamília Pristocerinae: Apenesia, Pseudisobranchium e Dissomphalus.